# Josef Loidl
Josef Loidl, né le 3 juin 1946 à Ebensee, est un skieur alpin autrichien.

## Coupe du monde
- Meilleur résultat au classement général : 18e en 1970
  - 1 victoire : 1 géant

### Saison par saison
- Coupe du monde 1968 :
  - Classement général : 40e
- Coupe du monde 1970 :
  - Classement général : 18e
    - 1 victoire en géant : Leysin (B)
- Coupe du monde 1971 :
  - Classement général : 20e
- Coupe du monde 1972 :
  - Classement général : 30e
- Coupe du monde 1973 :
  - Classement général : 50e

## Arlberg-Kandahar
- Meilleur résultat : 5e place dans la descente 1970 à Garmisch et le géant 1971 à Crans Montana